# صبغة اللازورد
صبغة اللازورد هي صبغة زرقاء داكنة اللون تم تصنيعها في الأصل عن طريق طحن اللازورد إلى مسحوق .  يأتي الاسم اللاتيني لها كترجمة حرفية ل«ما وراء البحر» ، لأن الصبغة كان يتم استيرادها إلى أوروبا من المناجم في أفغانستان من قبل التجار الإيطاليين خلال القرنين الرابع عشر والخامس عشر . 

## في العصور الوسطى وعصر النهضة

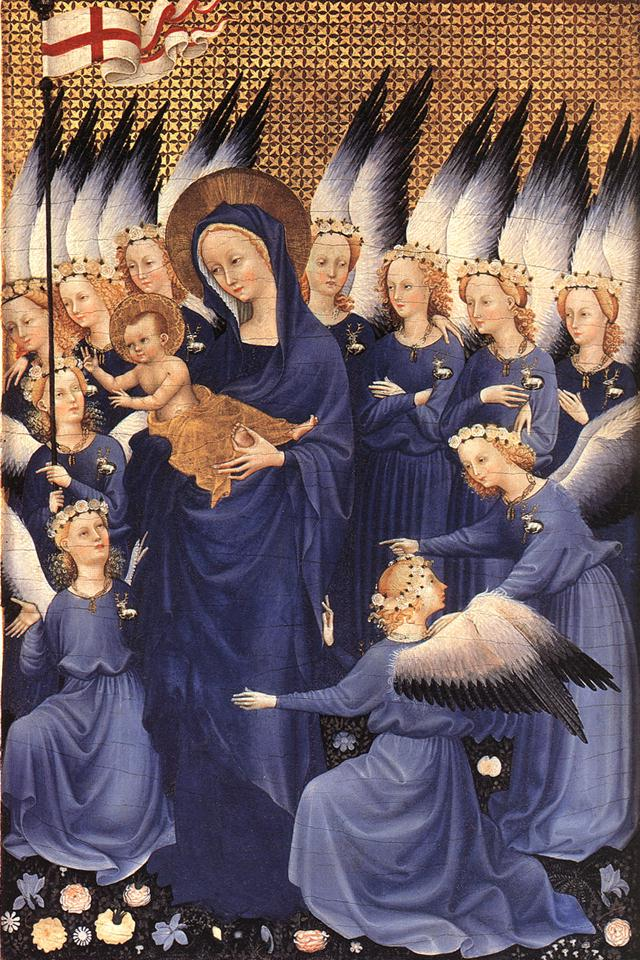
يُعد لوح ويلتون المزدوج ( لوح ويلتون المزدوج ) مثالًا على استخدام صبغة اللازورد في القرن الرابع عشر في إنجلترا
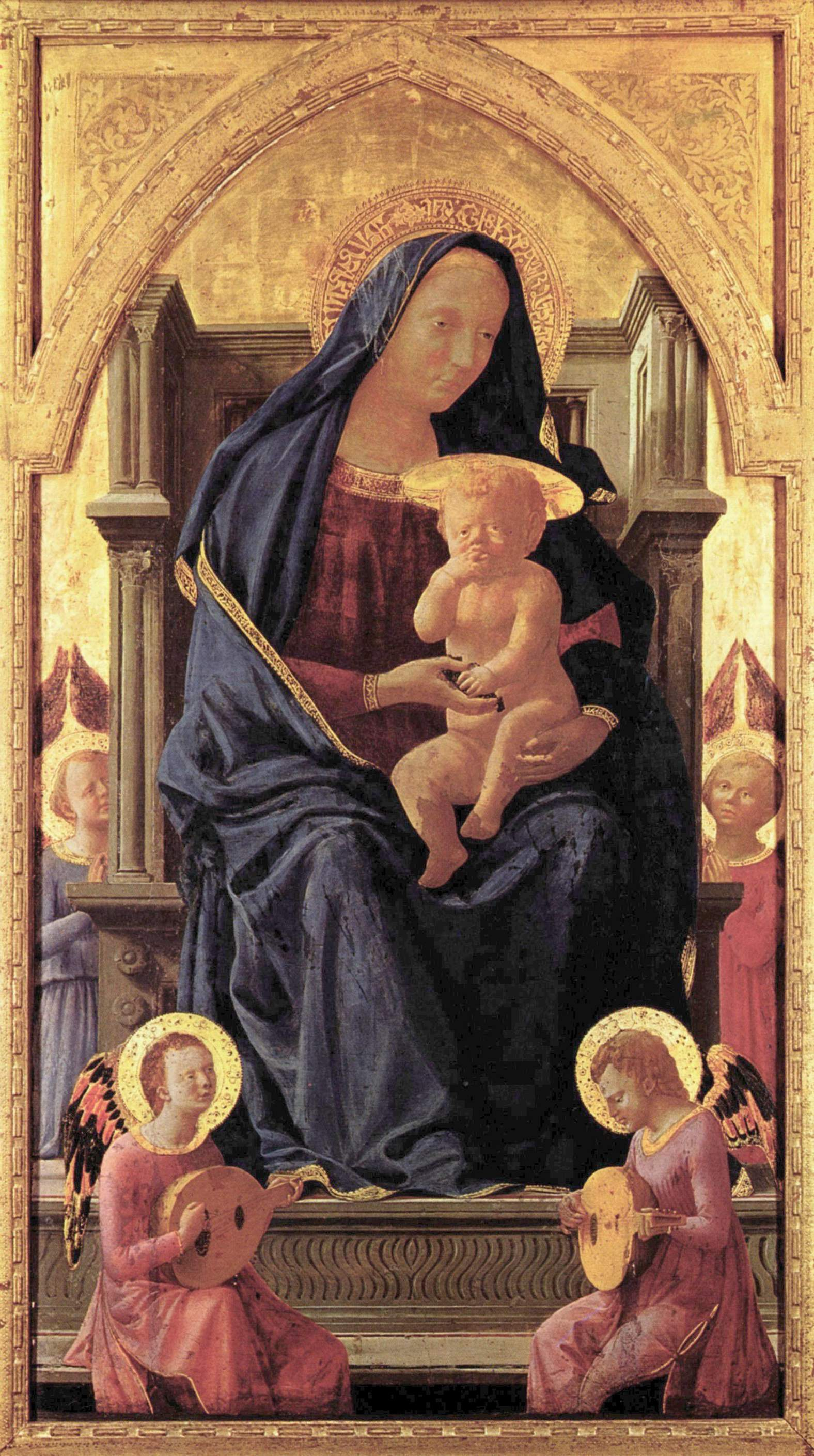
تم رسم الجلباب الأزرق للسيدة مريم من قبل ماساكيو عام (1426).
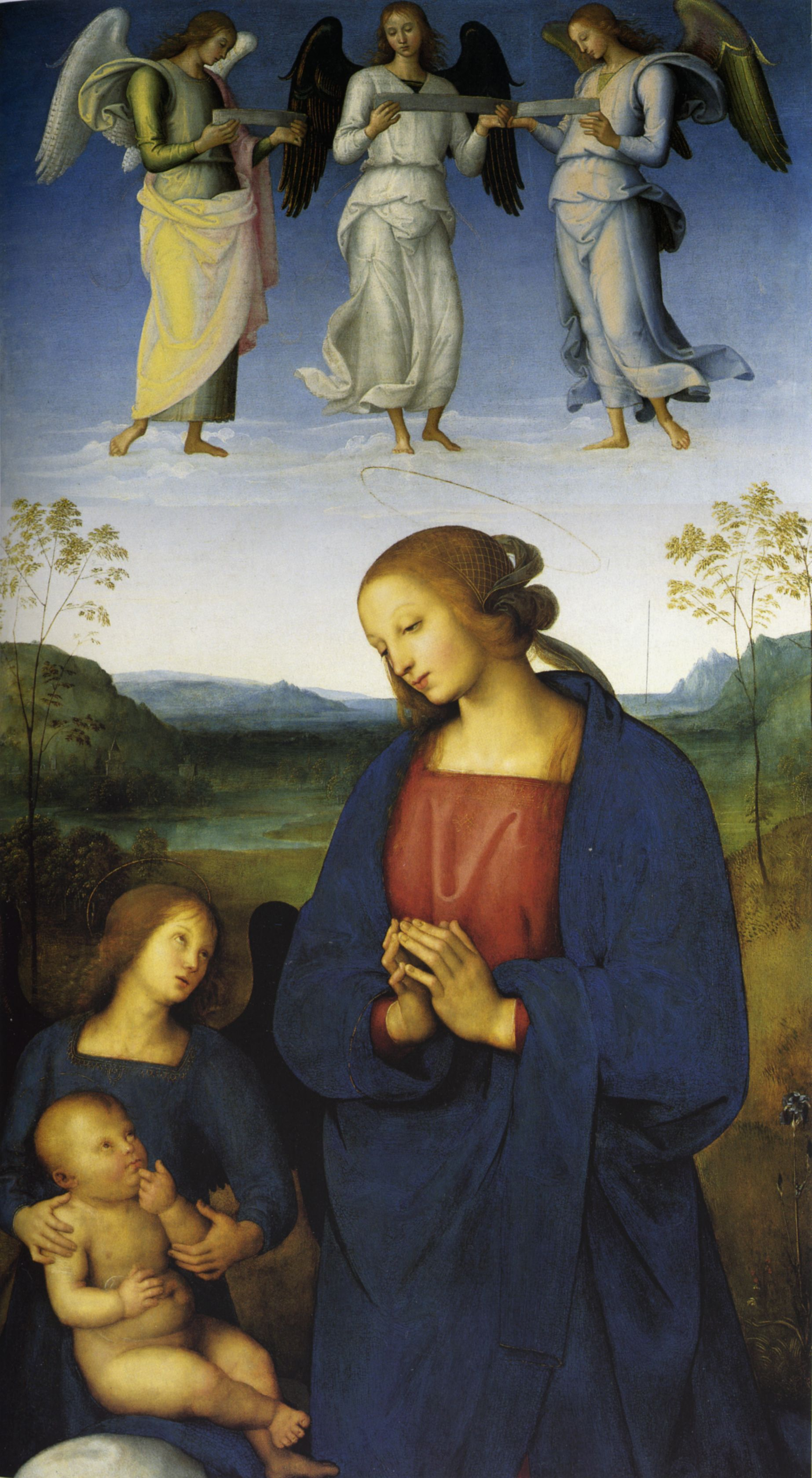
استعار بيترو بيروجينو من هذه اللوحة للسيدة العذراء مريم (حوالي 1500) عن طريق استخدام الآزوريت لفهم الرداء ، ثم إضافة طبقة من صبغة اللازورد على القمة.
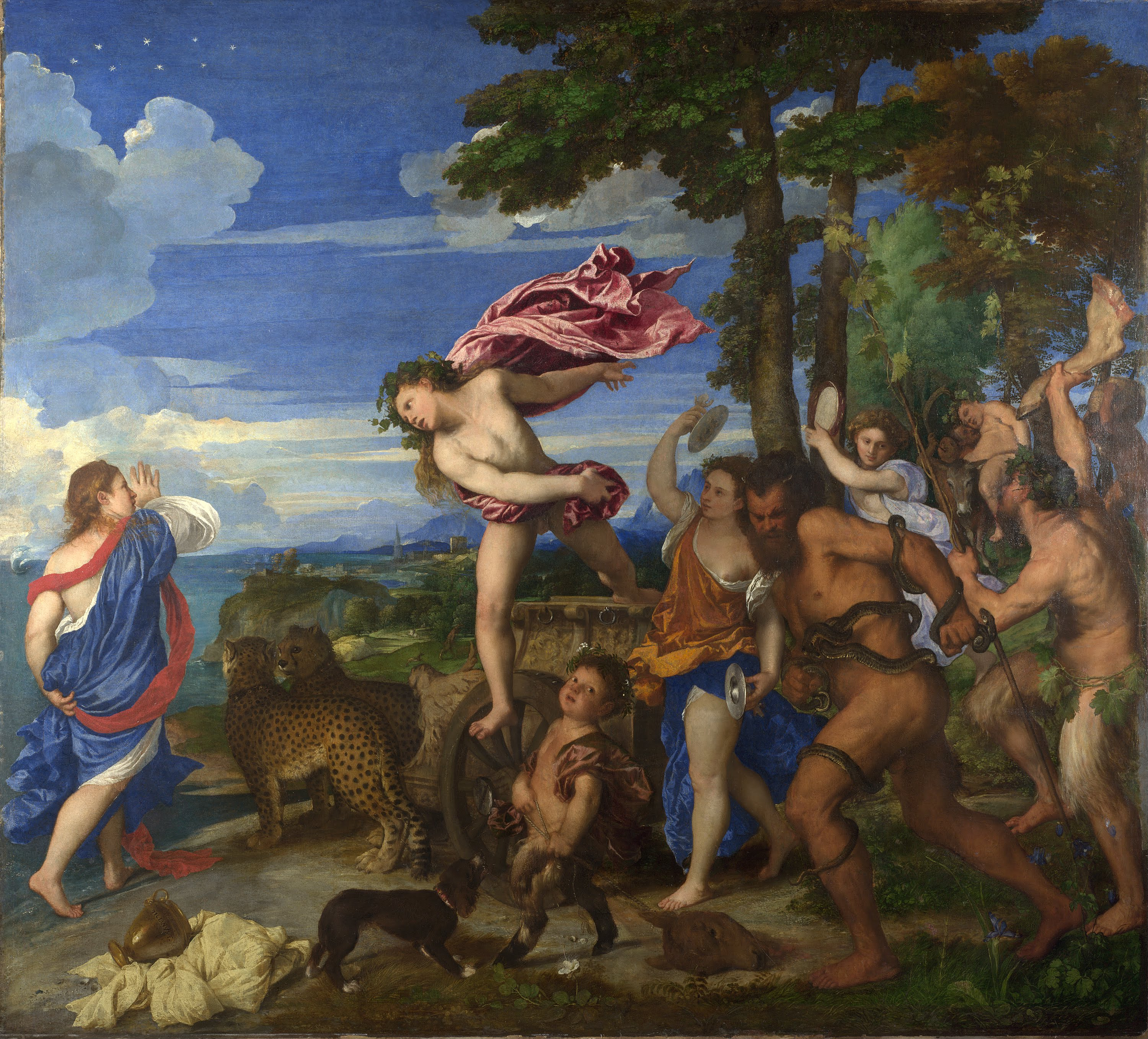
استخدم تيتيان دراماتيكيًا لصبغة اللازورد في السماء والستائر من باخوس وأريادن (1520–23).

 خلال عصر النهضة ، كانت صبغة اللازورد هي الأغلى والأكثر تكلفة والتي يمكن استخدامها من قبل الرسامين. كتب الفنان سينينيو سينيني ، الذي يرجع تاريخه إلى القرن الخامس عشر، في كتيب الرسامين: «أزرق الترامارين هو صبغة رائعة وجميلة ومثالية للغاية تتجاوز كل الأصباغ. لن يكون من الممكن قول أي شيء عن ذلك أو فعل أي شيء مما لن يجعله أكثر من ذلك.»  يعتبر الترامارين الطبيعي أصعب الأصباغ التي تطحنها باليد، وبالنسبة للجميع باستثناء أعلى مستويات الجودة من المعادن، فإن عملية الطحن والغسيل الهائل لا تنتج سوى مسحوق أزرق رمادي باهت.   في بداية القرن الثالث عشر، بدأ استخدام طريقة محسّنة، وصفها Cennino Cennini في القرن الخامس عشر. تألفت هذه العملية من خلط المواد الأرضية بالشمع المذاب، والراتنجات ، والزيوت ، ولف الكتلة الناتجة في قطعة قماش، ثم عجنها في محلول غسول مخفف. تتجمع الجزيئات الزرقاء في قاع الوعاء، بينما تبقى الشوائب والبلورات عديمة اللون. تم تنفيذ هذه العملية ثلاث مرات على الأقل، حيث تولد كل عملية استخراج متتالية مادة ذات جودة أقل. الاستخراج النهائي، الذي يتألف إلى حد كبير من مادة عديمة اللون بالإضافة إلى عدد قليل من الجسيمات الزرقاء، ينتج عنه رماد فائق النحافة يُعتبر بمثابة تزجيج لشفافيته الزرقاء الشاحبة. 

## روابط خارجية
- مناقشة صبعة اللازورد في مقال عن أصباغ زرقاء في لوحات سيني في وقت مبكر من مجلة المعهد الأمريكي للحفظ
- مقال في المعرض الوطني حول التغير في مظهر الترامارين في لوحات فيرمير
- صبغة اللازورد الطبيعية ، ColourLex
- صبغة اللازورد الاصطناعية ، ColourLex